# ナット・サクダトーン
ナット・サクダトーン（タイ語: ณัฐ ศักดาทร、英語: Nat Sakdatorn、1983年1月24日 - ）血液型はO型。タイの俳優、歌手。視聴者参加型番組 トゥルー・ビジョンのアカデミーファンタジア第４シーズンの優勝者である。2018年にタイで放送された Friend Zone (タイのテレビドラマ) にてsam役を務めたことでも有名である。

## 生い立ち
タイのチェンマイに生まれる。一人の姉 Darin Sakdatorn (ニックネームは「Dow」) がいる。チェンマイのモンフォート・カレッジに８年生まで通い、米国のニュージャージー州 ハイツタウンのザ・ペディ・スクールに留学。2001年のクラスのバレディクトリアン(卒業生総代)として卒業後、ハーバード大学で経済学を専攻した。同大学で最も古く歴史のある混声アカペラグループの、ハーバードオポチューンズ(The Harvard Opportunes)のメンバーになる。同大学を、経済学の学士号を優等で取り卒業した。その後、バークリー音楽大学で音楽コースを１学期間受講し、夢を追い掛けるためにタイに戻ることを決意した。
アカデミーファンタジア(AcademyFantasia)（タレント発掘番組）に参加する前、ナットはSleepless Societyのアルバムのプロデューサーに自作曲のデモCDを送り、音楽業界で働く機会を得た。2006年に有名なタイのデュオ、ゴルフ・マイク(Golf-Mike）の『ขอบคุณ...ยังน้อยไป』でバックボーカルを歌い、Kalorin Nemayothinの『ทดแทนกันไม่ได้』の作曲を担当した。
タイ語、英語、日本語を話すことが出来、中国語は少し話すことが出来る。ピアノを弾くことが出来る。
ニックネーム「ナット」に加え、彼のファンの多くは、ディズニー漫画のキャラクターのような幸せな笑顔でよく知られているため、スティッチと呼んでいる。

## アカデミーファンタジア
2007年3月より、アカデミーファンタジア(Academy Fantasia)の第４シーズン（以下AF4と記載）のオーディションを受け、最終選考まで行き、２週間のオーディションを続け、１２人のファイナリストの中から優勝した。

## アカデミーファンタジアの後
2007年、AF4出場者と共に、グループアルバム『X-Treme Army』をリリースし音楽のキャリアをスタートさせた。ナットはこのアルバムの中でソロとトリオで歌っている。アルバムプロモーションのため、12人のAF4メンバー全員と共に、全国コンサートツアー「X-treme Army in Concert」をバンコク（2007年10月13日）、スラタニ（2007年10月20日）、チェンマイ（2007年10月27日）で開催した。
2007年12月15〜19日、ナットとAF4メンバーは、トゥルーファンタジア、タイ国際航空、アユタヤ銀行が主催する「THAI Exclusive Trip with AF4 'X-Treme Army in 北京'」に参加した。このイベントでAF4メンバーはそれぞれのファンクラブを引き連れ、北京を旅行した。
その後、Pepsi Everybody Moveコンサート（2008年2月9日）、Big C Big Loveコンサート（2008年2月16〜17日）など多くのミニコンサートに出演したほか、AF4の他の男性歌手と共に、ペプシのプレゼンターにもなった。
AF4の準優勝者であるトン＝ワントンチャイ インタラワット（英語: TOL-Vonthongchai Intarawat、タイ語: ต้อล-วันธงชัย อินทรวัตร)（以下インタラワットと記載）とナットは、26周年記念のSudsupdaマガジンプロジェクト「Smart Man Do Good」（タイ語: คนหล่อขอทำดี）に参加した。 2008年3月23日にサイアム・ディスカバリーとサイアム・センターの間の広場でミニチャリティーコンサートを開催し、すべての収益をタイの小児心臓財団に寄付した。

### 2008年：必要なのは愛だけ
2008年3月25日に放送されたチャンネル5のバラエティ番組「คืนนี้ วันนั้น（クンニーワンナン）」に出演した際にデビューアルバムについて触れ、ソロアーティストとしての彼の最初のシングル「รักได้อีก（ラックダイイー）」を紹介した。シングルは、Chestha Yarosakeによって書かれ（ラップパートはナットが作詞）、Banana Boatによってアレンジされた。アルバムのタイトルは、『All You Need Is Love（必要なのは愛だけ）』で、公式リリース日は2008年4月25日である。アルバムとシングルの宣伝のために多くのテレビ番組やラジオにも出演した。このアルバムのセカンドシングルは、ナットが作曲した「คำสามคำ（カムサンカム）」である。
2008年、ナットとインタラワット、Rutchapon Yamsang、Wiwit Bawonkriritikajorn、Pakamon Bunyapuit、とアカデミーファンタジアシーズン3の勝者であるKiatkamol Lataと共に、日本を旅行する「THAI Exclusive Trip with AF in Japan」に参加した。また、トゥルーファンタジアと、タイ国際航空は、ファンからの高い期待に応えるため、2008年6月26日から7月2日まで、ナットとインタラワットのファンクラブのための特別な旅行「THAI Exclusive Trip with Nat-Tol Live」をシドニーで開催した。
2008年6月4日、カルティエのタイのLOVEコレクションのブランドアンバサダーに選ばれた。同年7月14日には、インタラワットと共にアユタヤ銀行のクルングスリイエローポイントキャンペーンのブランドアンバサダーに選ばれた。
2008年7月25日、ダッチミルトップティーンアイドル（Dutch Mill Top Teen Idol）で優勝。2008年11月に放送されたダッチミルのテレビ広告に出演した。
2008年8月、蝶々夫人のヤマドリ公爵の役でミュージカルに出演。これはトゥルーファンタジアからの2番目の舞台であり、2組のキャストが設定された。ナットと同じ役の別のキャストはインタラワットであった。 舞台を宣伝するために、ナットとインタラワットは、上を向いて歩こう（スキヤキソング）をカバーし、2008年7月4日にミュージックビデオをリリースした。彼らは舞台ではタイ語版を歌った。
ナットとインタラワットは、Innovation Makes Life Easyのコンセプトの下でクルングスリイエローポイントキャンペーンを継続することにより、2008年10月30日から11月1日に「NAT-TOL the TWOMENショー」と題した初のフルライブコンサートを開催した。このコンサートは、ライブコンサートとリアリティショーを組み合わせたリアリティコンサートで、全4回で合計約4,000人の観客を動員した。
2008年11月22日、ナットの最初のロマンチックコメディドラマ「คลื่นฝัน...วันรัก（クルンファン…ワンラック）」がModern NineTVで初放送された。ナットは、ディスクジョッキーになるという夢を追い求める野心的な青年มะเดี่ยว（マディヤゥ）役を演じた。

### 2009年：コンサートとミュージカルプレイ
2009年2月23日、トゥルー・ビジョンの最新のリアリティーゲーム番組、The Masterに出演する。アカデミー・ファンタジアの第５シーズンの出場者14人と共に100万バーツの賞金をかけてパフォーマンスした。
2009年5月９日、ナットとアカデミー・ファンタジアの出場者７人はサイアム・パラゴンのロイヤル・パラゴン・ホールで行われたバチェラー・ドリーム・コンサートに出演した。
2009年5月13日から19日、ナットはインタラワットと彼ら自身のファンクラブといっしょにニュージーランドでのタイエクスクルーシブトリップに参加した。
2009年7月29日、アマリンポケットブックプリンティングよりリーダーアイコン2009の受賞者に選ばれた。このことにより、ナットは2010年にアマリンポケットブックより最初の文庫本を出版した。
2009年10月2日から25日、自身２度目となるミュージカルに出演し、Mシアターで上演された、The Legend of Re Khai Fun CHALIANGでChanalomを演じた。ミュージカル、The Legend of Re Kai Fun CHALIANGは、タイのバンドの曲がメインのジュークボックスミュージカルで、Tohklomと Workpoint、 True Fantasiaの共同プロデュースであった。このミュージカルは観客の反応がよかったため、2010年1月15日から17日に再上演された。
2009年10月10日から12日、テレビ番組『Joh Jai』でターク県に赴きチュラタマサットスクール3学校を改修するための資金集めに協力する。これはKRUNGSRI Yellow Points ล้านใจให้น้องเรียน” キャンペーンの一環であった。ナットは資金集めに協力するだけでなく、実際に学校に赴き、彼自身も改修を手伝った。

### 2010年：音楽、コンサート、初の出版
2010年1月15日から17日、ミュージカルThe Legend of Re Kai Fun CHALIANGを再演。これは2009年10月に上演されたもので、のちに、タイで人気のソーシャル・ウェブサイトPantip.comのベスト・プレイ・オブ・ザ・イヤーでChalermkrung賞を受賞した。
2010年1月30日、タイランド・カルチャーセンターで開催されたコンサート"คอนเสิร์ตเพลงรักยุคคีตาโดยนกเฉลียง（Nok Chaliang ラブソングコンサート）"にゲスト出演をし、「フワンハー(ห่วงหา／探す)」、「(ไม่คิดถาม／聞かないで)」、「(คนขี้เหงา／孤独な人)」の3曲を披露。「フワンハー(ห่วงหา)」は、「(เพลงผูกใจ／音楽)」というアルバムの中で、4人の人気歌手がそれぞれ歌ったものが収録されている。True Fantasia レーベルを離れて初の大きなコンサートだった。
2010年2月13日、ナットとアカデミーファンタジアの仲間であるPatcha Anekayuwatは、セントラルワールドプラザで開催されたバンコク・ジャズ・フェスティバル2010に出演。このフェスティバルは2月9日から6日間開催され、世界レベルのジャズアーティストと共演した。
2010年2月20日と21日、タイランド・カルチャーセンターで開催されたPhusit Laithongプロデュースの Once in a Lifetime コンサートにゲスト出演し、「The one you love」と「I need to know」の2曲を歌った。他アーティストは、Ajarn Thanis Srikildee、Nithipong Hornak、Pod Moderndog、Bee Peerapat、Ben ChalatisそしてRadkloa Amaradis といったタイの有名な歌手やミュージシャンが参加。
2010年4月30日、1枚目のシングル「メイミープルングニー(ไม่มีพรุ่งนี้／No Tomorrow)」が発売。この曲は、アカデミーファンタジアの6人の全受賞者の曲が2曲づつ収録されているアルバム「The Winners project」の中の1曲である。メイミープルングニー(ไม่มีพรุ่งนี้／No Tomorrow)はナット自身が作曲した。
2010年6月26日、タイ国立劇場の有名な元クラシック歌手Rungrudee Pangpongsaiが主催したクラシックコンサートで、ゲストの一人として、ヒット曲「メイミープルングニー(ไม่มีพรุ่งนี้／No Tomorrow)」を歌った。
2010年7月25日、TV Pool Magazineが主催するTV Inside HOT Awardsで「Male Hot Artist Award」を受賞。
2010年7月30日、著書名「あらゆる角度からすべてを見る(มองทุกอย่างจากทุกมุม)」を初出版し、歌手兼作家としての地位を広げた。この本は、"Reader Icon 2009 Award"を受賞したAmarin Pocketbook Publishingで出版された。
2010年8月22日、ナットを含むアカデミーファンタジアの優勝者６人が、バンコクのインドア・スタジアム・フアマークで開催されたコンサート「KRUNGSRI最初の3Dコンサート－優勝者の勝利」に出演。タイでは史上初のコンサートで、後に3D映像となった。
2010年9月22日、アルバム「The Winners project」の中の曲「ナーティーニアッンガン(นาทีเงียบงัน／Silent Minute)」が2枚目のシングルとして発売。
2010年10月下旬、「KRUNGSRI最初の3Dコンサート－優勝者の勝利」から、タイで初の3D映像のコンサートとなる「勝者の告白(ラファファン／ล่าฝ่าฝัน)」が発売。
2010年11月20日、ナットとZani（アカデミーファンタジア6の優勝者）が、Mシアターで開催されたコンサート「KRUNGSRI presents Mr.Nat ＆ Ms.Zani」に出演。会場の800席は、アユタヤ銀行(クルングスリ銀行)とセントラル・クレジット・カードの顧客で埋められていた。
2010年12月26日、タイランド・カルチャーセンターで開催されたPhusit Laithongプロデュースの Once in a Lifetime コンサートにゲスト出演した。

### 2011年：セカンドソロアルバム「361°ナットサクダトーン」
2011年8月に2枚目のソロアルバムをリリースする予定で、歌手としてのキャリアに注力し続けた。また、この年にはコンサートやミュージカルが予定されていた。
2011年3月25日、最初の著書「มองทุกอย่างจากทุกมุม」(あらゆる角度から物事を見る)が、教育省から12歳-18歳の子供向けフィクション本の賞を受賞し、再版された。
2011年1月23日、ナットとソニーミュージックの歌手、Dan Worrawechが、Concert Cover Night Plus：More than Love by Greenwaveに出演した。
2011年3月、ナットと彼のAFの仲間は、サンダードームで開催されたアユタヤ銀行による、AFコメディショー マスト ゴー オンに出演した。
2011年4月19日、ファーストシングル「ดับไฟด้วยน้ำมัน」（ダッファイドゥイナムマン）が「361°NATSAKDATORN」のアルバムより発売された。
2011年4月25日、SF ワールドシネマで、Get102.5の、Get The Concert：MY ORIGINAL SOUND TRACKに出演し、AFの友人である、Patcha Anekayuwatと、2曲のソロと1曲のデュエットを歌った。
2011年5月、ダンキンドーナッツタイランドは、ナットとインタラワット(AF4)とSaharat Naruekupcharnchai(AF5)を、キャンペーン「โชคDDยกกำลัง2」のプレゼンターに任命した。キャンペーンは年末まで続いた。
2011年7月10日、AF4のメンバーと共に、アユタヤ銀行によるコンサート「AF4 リ・ステージコンサート」をタイ・ジャパニーズ・スタジアムで開催した。
2011年8月9日、セカンドシングル「คิดถึงดังดัง」（キットゥンダンダン）がアルバム「361°NATSAKDATORN」から発売された。
2011年9月3日、チャンネル・ブイ・タイランド2011 ミュージック ビデオ アワードの「男性人気アーティスト」を受賞した。
2011年9月9日〜25日、人気のニューヨークのブロードウェイミュージカルを基にしたタイ語版の「FAME the Musical」で「Nick Piazza」を演じた。
2011年12月7日、アルバム「361°NAT SAKDATORN」からセカンドシングル「คิดถึงดังดัง」（キットゥンダンダン）は、ラジオ局やテレビ、ケーブルテレビの広告と音楽を監視する独立系企業である、Intensive Watchから、No.1ミュージックチャート2011年11月賞を受賞した。

### 2012年：大きな変化
2012年、True Fantasiaとの契約を更新しないことを決定し（9月15日に契約終了）、GMMグラミーのレーベルレコードの1つであるMusiccreamと2012年10月1日から5年間の契約を結んだ。
Do for Dad（3月）、ETC.[BACK to BASIC]（7月）、オーバーコート音楽祭2012（12月）、シルバーレイクジャズフェス2012（12月)のコンサートにゲスト出演を果たした。
TrueFantasiaレーベルよりシングル「หนึ่งคำที่รอ」(私が待ち望んでいた一言)を発表した。
3月に、タイの主要なラジオチャンネルの1つであるSEED 97.5の「SEED 97.5男性ソロアーティスト・オブ・ザ・イヤー」を受賞した。「คิดถึงดังดัง」(キットゥンダンダン)は、BangChannelが開催するBang Awards2012の「Song of the Year Award」も受賞した。

## ディスコグラフィー
| 年   | アルバム名 / 曲名 | アーティスト                                                                   | 備考 |
| ---- | --- | ------------------------------------------------------------------------------ | --- |
| 2007 | X-Treme Army - 1. Time Machine (Rock Army) - 2. トンジャムアゥワイ(ท่องจำเอาไว้) (Voice Army) - 3. フーワン(หวง) (Pop Army) - 4. ヤンメイルートゥーワ(ยังไม่รู้ตัว) (Spice Army) - 5. ケーチョーブ(แค่ชอบ) : V1 - 6. コンティーユートロンナー(คนที่อยู่ตรงหน้า) : V9 - 7. パークガッブジャイトロンガン(ปากกับใจตรงกัน) : V3 - 8. ヌァクー(เนื้อคู่) : V8 - 9. Don't Say Good Bye : V17 - 10. Army Energy | AF4                                                                            | Academy Fantasia Season 4プロジェクトによるリリース - Pop Army ナット・サクダトーン(V1)、ジャック・メータットリー・ラッタナワーリースィン(V2)、ジョー・スーラサック・チャナーシリヨーティン(V16) - Spice Army パパーン・スパラダ・テムプリーチャー(V3)、ハタイチャットライ・スィリユッピンヨー(V11)、ポン・シリネー・タンパラヨー(V19) - Rock Army ミュージック・ラチャポン・ヤムサーン(V8)、トン・ワントンチャイ・インタラワット(V9)、ティー・ウィウィット・ボゥウォンキーラティッカチョーン(V12) - Voice Army インイン・トゥラディー・アーリーローブ(V6)、ルックポン・パカモン・ブンヤプー(V17)、プイファイ・ナタパット・ウィパコントラクーン(V18) |
| 2008 | All You Need Is Love - 1. ラックダイイー（รักได้อีก） - 2. カムサンカム（คำสามคำ） - 3. ケッメイオー（แกะไม่ออก） - 4. コンニークワムラック（คนมีความรัก） - 5. The Way To Your Heart - 6. プレイン（マイ）ピセー（เพลง(ไม่)พิเศษ） | ナット・サクダトーン                                                           | AF4優勝者によるデビューミニアルバム |
| 2008 | Klean Jai (คลื่นใจ) | ナット・サクダトーン                                                           | テレビドラマ『クルンファン…ワンラック (คลื่นฝัน...วันรัก)』挿入歌 |
| 2008 | KRUNGSRI AF the Musical : Jo Jo San - スキヤキ（สุกียากี้） - ワンアンサンスック（วันอันแสนสุข） | ナット・サクダトーン 他                                                        | 舞台使用楽曲。当日劇場（Mシアター）でのみ販売された |
| 2010 | プークジャイ (ผูกใจ) フワンハー (ห่วงหา) | ナット・サクダトーン                                                           | プレングラックユックキター by Nok Chaliang(เพลงรักยุคคีตา โดย นกเฉลียง)コンサート歌唱曲 |
| 2010 | The Winners Project メイミープルングニー (ไม่มีพรุ่งนี้) | ナット・サクダトーン                                                           | |
| 2010 | The Winners Project ナーティーニアッンガン (นาทีเงียบงัน) | ナット・サクダトーン                                                           | |
| 2011 | クラーイ..ガンワイコーン(ใกล้..กันไว้ก่อน) | ナット・サクダトーン                                                           | AIDS予防協会主催の「HIV ポンカンダーイ」(HIV ป้องกันได้) キャンペーン |
| 2011 | クロンパンディンドイターム (ครองแผ่นดินโดยธรรม) | ナット・サクダトーン                                                           | ラーマ9世記念祝賀 |
| 2011 | ダッファイドゥイナムマン (ดับไฟด้วยน้ำมัน) | ナット・サクダトーン                                                           | アルバム361° NAT SAKDATORNよりシングルカット |
| 2011 | キットゥンダンダン (คิดถึงดังดัง) | ナット・サクダトーン                                                           | アルバム361° NAT SAKDATORNよりシングルカット |
| 2011 | 361° NAT SAKDATORN - 1. メイミープルングニー(ไม่มีพรุ่งนี้) - 2. ナーティーニアッンガン(นาทีเงียบงัน) - 3. キットゥンダンダン feat. Keaw ZaZa(คิดถึงดังดัง feat.แก้ว ZAZA) - 4. ヌーカムティーロー(หนึ่งคำที่รอ) - 5. ダッファイドゥイナムマン(ดับไฟด้วยน้ำมัน) - 6. プーラーイ(ผู้ร้าย) - 7. チャンヤンユータンコーン(ฉันยังอยู่ทั้งคน) - 8. メイミープルングニー(ไม่มีพรุ่งนี้) Acoustic version                         | ナット・サクダトーン                                                           | ソロとして2枚目のアルバム 2,5曲目以外のすべての作曲を担当 |
| 2011 | バンラオバンポー(บ้านเรา บ้านพ่อ) | ナット・サクダトーン                                                           | Nitipong Honarkプロデュースによる、洪水被害救済キャンペーン |
| 2012 | チャンヤンユータンコーン (ฉันยังอยู่ทั้งคน) | ナット・サクダトーン                                                           | アルバム361° NAT SAKDATORNよりシングルカット |
| 2012 | ヌーカムティーロー (หนึ่งคำที่รอ) | ナット・サクダトーン                                                           | アルバム361° NAT SAKDATORNよりシングルカット |
| 2013 | インクイインガオ (ยิ่งคุยยิ่งเหงา) | ナット・サクダトーン                                                           | GMM Grammy配下のレコードレーベルMusiccreamからの最初のシングル |
| 2015 | One Love (รักเธอคนเดียว) | ナット・サクダトーン                                                           | レコードレーベルMusiccream |
| 2015 | ラックメイミーヌェンカイ (รักไม่มีเงื่อนไข) | ナット・サクダトーン with トン・ワントンチャイ・インタラワット(วันธงชัย อินทรวัตร) | テレビドラマ『Love Sick 2』挿入歌 |
| 2015 | ONCE (ครั้งหนึ่งในชีวิต) | ナット・サクダトーン                                                           | 自身初の作詞作曲 |
| 2016 | クワンマイティハイバイ (ความหมายที่หายไป) | ナット・サクダトーン                                                           | 映画『Fathers』挿入歌。MV撮影は日本にて行われた |
| 2017 | ジャイパンパン (ใจพังพัง) | ナット・サクダトーン                                                           | [ 23 ] |
| 2017 | Your Name (ชื่อเธอ) | ナット・サクダトーン                                                           | [ 24 ] |
| 2019 | The Reason (ฉันเห็น) | ナット・サクダトーン                                                           | 独立後初のシングル |

## ブランドアンバサダー/プレゼンター
2008年
- ペプシのTVコマーシャル「Wall」
- 「Truemove」キャンペーン
- カルティエ・ラブ・コレクションのタイブランドアンバサダー
- アユタヤ銀行による「KRUNGSRI イエローキャンペーン」
- ダッチミルによる「トップティーン・アイドル 2008」キャンペーンの「ジグソー」TVコマーシャル
- トゥルームーブのiPhone3G

2009年
- Cha Raming Teaによるブランドアンバサダー
- True Privileageによる「ムービー・ラバーズ・ダブルファン」

2010年
- グリーンナッツによる「GreennutGreenJackpotSeason5」キャンペーン
- トゥルームーブによる３G＋Wi-Fi
- アユタヤ銀行による「KRUNGSRI デビットカード」

2011年
- WWFによる「アースアワー2011」プロジェクトのプレゼンター
- タイ国立天文研究所による「アストロキッズ2011」のプレゼンター
- グリーンナッツによる「Lun Thong Lun Thiew Kiew Ploean (ลุ้นทอง ลุ้นเที่ยว เคี้ยวเพลิน) 」と「Rak Thai Thiew Thai Pai with Green nut (รักษ์ไทย เที่ยวไทย ไปกับกรีนนัท)」
- ダンキンドーナツタイによるキャンペーン「Chok DD Yok Kum Lung 2（โชคDDยกกำลัง2）」

2012年
- トゥルームーブによる「トゥルームーブ ２４時間フリーダイヤル」（โปรโทรฟรียกก๊วน）
- トゥルーライフとトゥルームーブHの新プロモーション、トゥルーゴールドライトパッケージ
- グリーンナッツによるキャンペーン「Dai Boon Dai Chok with Greennut (ได้บุญ ได้โชค กับกรีนนัท)」

2013年
- グリーンナッツによる「グリーンナッツ トレンディーヘルシースナック」キャンペーン

2018年
- Sporadeによるブランドアンバサダー

## 出版物
- 2010 - มองทุกอย่างจากทุกมุม（あらゆる角度からすべてを見る）[26]

ハーバード大学にて学んだ貴重な経験や教訓を日常生活に生かすために執筆されたノンフィクション

## テレビドラマ・舞台

### テレビドラマ
| 年   | 題名                                                   | 原題                                                            | 役         | チャンネル        |
| ---- | ------------------------------------------------------ | --------------------------------------------------------------- | ---------- | ----------------- |
| 2008 | テーワダーサートゥ                                     | เทวดาสาธุ                                                        | サンスック | チャンネル3       |
| 2008 | クルンファン…ワンラック                                | คลื่นฝัน...วันรัก                                                    | マディヤゥ | チャンネル9       |
| 2010 | ボリサットサンスーク                                   | บริษัทสร้างสุข ตอน เจ้าบ่าวที่กลัวฝน                                     | Deaw       | チャンネル9       |
| 2012 | スッドヨー（シットコム）                               | สุดยอด                                                           | ミッキー   | チャンネル9       |
| 2015 | Ugly Duckling Series: Perfect Match                    | รักนะเป็ดโง่ Ugly Duckling ตอน PERFECT MATCH                       | 医者       | GMM 25            |
| 2016 | Club Friday To Be Continued                            | Club Friday To Be Continued ตอน สัญญาใจ                          | Beer       | GMM 25            |
| 2016 | Bad Friends                                            | ซิทคอม                                                           | Art        | GMM 25            |
| 2017 | Club Friday The Series Season 8: True Love…or Pleasure | Club Friday The Series 8 รักแท้...มีหรือไม่มีจริง ตอนรักแท้หรือแค่...รักสนุก | Tan        | GMM 25            |
| 2018 | サムパットラッティカーン                               | สัมผัสรัตติกาล                                                      | Mekha先生  | GMM 25            |
| 2018 | オー・マイ・ゴースト                                   | OMG ผีป่วนชวนมารัก                                                 | Muadprin   | True4U            |
| 2018 | Friend Zone                                            | Friend Zone เอา ให้ ขัด                                           | Sam        | Channel One       |
| 2019 | ロンタオナリー                                         | รองเท้านารี                                                       | 脇役       | AMARIN TV HD      |
| 2020 | ウーンラックナカーウ                                   | วุ่นรักนักข่าว                                                       | Brick      | PPTVHD36          |
| 2020 | Friend Zone 2: Dangerous Area                          | Friend Zone 2: Dangerous Area                                   | Sam        | GMM 25            |
| 2020 | ルンカーラーラック                                     | ลวง ฆ่า ล่า รัก                                                    | 脇役       | PPTVHD36          |
| 2021 | Let's Eat ～ゴハン行こうよ～                           | รักล้นพุง                                                          | パンセプ   | TrueAsianSeriesHD |
| 2022 | Never Let Me Go                                        | เพื่อนายแค่หนึ่งเดียว                                                 |            | GMM 25            |
| 2022 | MAMA GOGO                                              | Mama Gogo แม่มาคุม...หนุ่มบาร์ร้อน                                    | ボール     | GMM 25            |

### 舞台
| 年   | 題名                                                 | 原題                                     | 役           | 備考                                           |
| ---- | ---------------------------------------------------- | ---------------------------------------- | ------------ | ---------------------------------------------- |
| 2008 | KRUNGSRI AF the Musical : Jo Jo San（蝶々夫人）      | KRUNGSRI AF the Musical ตอน โจโจ้ซัง       | ヤマドリ公爵 |                                                |
| 2009 | The Legend of RE KHAI FUN: CHALIANG the Musical      | The Legend of เร่ขายฝัน : เฉลียง เดอะ มิวสิคัล | チャナロム   |                                                |
| 2010 | Sang Ta Wan Nai ICU                                  | แสงตะวันในไอซียู                            | エク先生     | チェンマイ県スアンドック病院での医薬品購入支援 |
| 2011 | FAME The Musical                                     |                                          | Nick Piazza  |                                                |
| 2015 | ワンサラッソッドカッブチョカオカオ                   | วันสละโสดกับโจทก์เก่าๆ                       | アン先生     |                                                |
| 2018 | Ladies of the Stage バンランメック・ザ・ミュージカル | Ladies of the Stage บัลลังก์เมฆ เดอะมิวสิคัล   | Pakorn       |                                                |

### 映画
| 年   | 題名                                   | 原題                                        | 役   | 備考   |
| ---- | -------------------------------------- | ------------------------------------------- | ---- | ------ |
| 2010 | La Pha Fun : Confession of the Winners | ล่า ฝ่า ฝัน : Confession of the Winners ปี 2010 |      | 3D映画 |
| 2016 | Fathers                                | ฟาเธอร์ส                                     | Yuke |        |

## 特別プロジェクト
| 年   | プロジェクト名                                                                                            | 概要                                                                               |
| ---- | --- | ---------------------------------------------------------------------------------- |
| 2008 | コンローコータムディー（คนหล่อขอทำดี）                                                                      | 雑誌 SUDSAPDAプロデュースにより、路上パフォーマー支援のためにタイハート財団へ寄付  |
| 2008 | 寒さをやわらげて温かさを加える…子供たちがぐっすり眠れるように （คลายความหนาวเพิ่มไออุ่น… แก่น้องๆ ให้นอนหลับฝันดี） | ヒル族の子供たちへ毛布を寄付                                                       |
| 2009 | セタキット・ポーピィアン （เศรษฐกิจพอเพียง）                                                                | 故プミポン国王の充足経済哲学に基づくプロジェクト                                   |
| 2009 | ランジャイヒーノングリーエン（ล้านใจให้น้องเรียน）                                                            | Johjaiテレビ番組による、通信制高校の建設・改修プロジェクト                         |
| 2012 | サンソンスックヤンヤンユーン（สร้าง ซ่อม สุข อย่างยั่งยืน）                                                      | タイ洪水被災者復興支援プロジェクト                                                 |
| 2018 | お金の達人（Money Guru）                                                                                  | SUDSAPDAオンラインマガジン                                                         |
| 2019 | お金の達人（Money Guru）                                                                                  | SUDSAPDAオンラインマガジン                                                         |
| 2019 | キング・オブ・アルファ男性（King of Alpha Male）                                                          | チャンネルTrue4Uのリアリティ番組「キュートボーイ・タイランド・プロジェクト」に出演 |

## 賞
2007年
- アカデミーファンタジア４の勝者

2008年
- ダッチミルのトップティーン・アイドル2008

2009年
- Amarin Awardのリーダーアイコン
- TV インサイド・ホット・アワーズの、ホット男性ニューアーティスト・オブ・ザ・イヤー

2010年
- TV インサイド・ホット・アワーズの、ホット男性アーティスト・オブ・ザ・イヤー

2011年
- 教育省から「あらゆる角度からすべてを見る」（มองทุกอย่างจากทุกมุม）の本の佳作賞[28]
- 「NaTeeNgeb Ngun」（นาทีเงียบงัน）、BANG Awards2011のソング・オブ・ザ・イヤーにノミネート
- チャンネルV タイ・ミュージック・ビデオ・アワーズ No.7の、最も有名な男性アーティストにノミネート
- 「KidThengDung Dung」キットゥンダンダン（คิดถึงดังดัง）、インテンシブウォッチの「No.1ミュージックチャート2011年11月」

2012年
- ของ You2Play Awards 2011 の「お気に入りの男性アーティスト」にノミネート
- SEED Awards No.7で最も人気のあるSEEDアーティスト[16]
- Nine Entertain Awards2012の「男性アーティストオブザイヤー」にノミネート
- BANG Awards2012の「お気に入りのソロアーティスト」にノミネート
- 「Kid Theng Dung Dung」キットゥンダンダン（คิดถึงดังดัง）が BANG Awards 2012 のソングオブ・ザ・イヤー[17]

2013年
- ギター・マグ・アワーズ No.2 の「ベスト男性アーティスト」にノミネート
- 「ChanYongYo Tung Kon」チャンヤンユータンコーン（ฉันยังอยู่ทั้งคน）、SEED Awards No.8の「モストポピュラーソングオブザイヤー」にノミネート
- ナインエンターテインアワード 2013の「男性アーティストオブザイヤー」にノミネート

## コンサート
2007年
- 'X-Treme・アーミー' コンサート (インパクトアリーナ)
- 'クルンシィ・AF・ファンタジア' (ドリームワールド)

2008年
- 'ペプシ・AF・ムーブ・テム・マックス' コンサート (サンダードーム)
- 'ビッグ・C・ビッグ・ラブ・コンサート・ウィズ・AF4' (サンダードーム)
- 'ナット＆ヒズ・ラブ・フィーチャリング・Phusit Laithong' (Karafun)
- 'クルンシィ・プレゼンツ・Nat-Tol・ザ・トゥーマンショー' (M Theatre)
- 'クルンシィ・AF・ファンタジア : クーリング・ザ・ワールド' (サファリワールド)

2009年
- 'アナザー・サイド・オブ・ドリーム・フィーチャリング・Nueng ETC and Lookpad’ (Karafun)
- 'ザ・マスターズ・コンサート' (サンダードーム)
- 'バチェラーズ・ドリーム・コンサート' (ロイヤルパラゴンホール)
- 'テイク・イット・イージー : フリースタイル・バイ・ナット＆アカペラ７' (スリム RCA)
- 'ザ・グレイテスト・オブ・ザ・キングス, ザ・グリーティングス・オブ・ザ・ランド' コンサート (The Ananta Samakhom Throne ホール)
- 'クルンシィ・AF・ファンズ・フェスティバル・コンサート' (チュラロンコーン ユニバーサル スタジアム)

2010年
- ‘Pleng Rak Yuk Keta by Nok Chaliang’ コンサート (เพลงรักยุคคีตา โดย นกเฉลียง) (タイ文化センター)
- 'Rajinian AF コンサート' (Rajinian スクール)
- 'バンコク・ジャズ・フェスティバル' (セントラルワールド)
- 'ワンス・イン・ア・ライフタイム・コンサート・プロデュースド・バイ Phusit Laithong' (タイ文化センター)
- 'Rung Radee…Kon Na Dem' (รุ่งฤดี…คนหน้าเดิม) コンサート (国立劇場)
- 'クルンシィ・ザ・ファースト３Dコンサート : ビクトリー・オブ・ザ・ウィナーズ' (インドアスタジアム)
- 'クルンシィ・プレゼンツ Mr.ナット & Ms.Zani' コンサート (M Theatre)
- 'ワンス・イン・ア・ライフタイム・コンサート・プロデュースド・バイ・Phusit Laithong [Restage]' (タイ文化センター)

2011年
- 'カヴァー・ナイト・プラス : MORE THAN LOVE' by Greenwave 106.5 (Curve)
- 'クルンシィ・AF・コメディ・ショー・マスト・ゴー・オン' コンサート (サンダードーム)
- 'ゲット・ザ・コンサート : マイ・オリジナル・サウンドトラック・バイ・Get 102.5 (SF ワールドシネマ)
- ‘AF4 リ・ステージ’ (タイ-日本 バンコク青少年センター)
- '84 Pansa Mahamongkul’ (セレブレーション・フォー 84 イヤー・オブ・キング・Rama XI)コンサート (Niyompanich Hall)
- 'クルンシィ・AF・オール・シーズンズ' コンサート (インパクトアリーナ)

2012年
- 'クルンシィ・シンプル・トゥ・シェア・コンサート' (アスクラシアター)
- 'ドゥー・フォー・ダッド・コンサート' (インパクトアリーナ)
- 'ETC.[バック・トゥ・ベーシック]' (バイテック)
- 'AF4 Joubpa!!!' (AF4 จบป่ะ!!!) (Grand Hall Thammasat University)

2013年
- 'プルンチット・コンサート' (インパクトアリーナ)

2018年
- 'AF4・フラッシュバック・コンサート' (Grand Hall Thammasat University)

## 主なチャートイン履歴
ไม่มีพรุ่งนี้（メイミープルングニー）、นาทีเงียบงัน（ナーティーニアッンガン）の2010年の主なチャートイン
（ラジオとケーブルテレビチャンネルからの年間チャート）
- Music Video

チャンネルV：トップ100 MVポピュラータイソング・オブ・ザ・イヤー 2010
９位 เพลงไม่มีพรุ่งนี้（メイミープルングニー）
７９位 เพลงนาทีเงียบงัน（ナーティーニアッンガン）
トゥルーミュージック トップ100 オブ・ザ・イヤー 2010 タイ アンド インターナショナル ソング チャート
３位  เพลงไม่มีพรุ่งนี้ （メイミープルングニー）(1,146,675)
２０位  เพลงนาทีเงียบงัน （ナーティーニアッンガン）(397,914) 
トゥルーミュージック トップ ダウンロード
เพลงไม่มีพรุ่งนี้（メイミープルングニー）2010年トップダウンロード
- ラジオ

タイソングオブ・ザ・イヤー2010 チャート フローム40 バンコク アンド サバーブ FM ラジオ by インテンシブウォッチ
１５位 เพลงไม่มีพรุ่งนี้（メイミープルングニー）（総再生時間 7,525分）
バージンヒッツ100 カウントダウン
１７位 เพลงไม่มีพรุ่งนี้（メイミープルングニー）
５６位 เพลงนาทีเงียบงัน （ナーティーニアッンガン）
EFM 94 トップエアプレイオブ・ザ・イヤー
３１位 เพลงไม่มีพรุ่งนี้（メイミープルングニー）（総再生回数 2,777回）
オーケーラブ：トップ100 オブ・ザ・イヤー2010
１位 เพลงไม่มีพรุ่งนี้ （メイミープルングニー）
３２位 เพลงนาทีเงียบงัน（ナーティーニアッンガン）
ブームヒッツステーション チョンブリ トップ50 オブ・ザ・イヤー 2010
４位 เพลงนาทีเงียบงัน （ナーティーニアッンガン）
MC ラジオ サミット サーコーン トップ25 オブ・ザ・イヤー 2010
２位  เพลงไม่มีพรุ่งนี้ （メイミープルングニー）
ヒット100 ソング オブ ZFM スラト
１位 เพลงไม่มีพรุ่งนี้ （メイミープルングニー）
４位 เพลงนาทีเงียบงัน（ナーティーニアッンガン）

## 参考サイト
- ^「ナットの伝記（タイ語）[リンク切れ] 」
- ^「ナットの基本情報（タイ語） 」
- ^ "すべてのファンに感謝します ： "ไม่มีพรุ่งนี้"＆ "นาทีเงียบงัน"（タイ語）[リンク切れ] "